# 5936 Khadzhinov
5936 Khadzhinov eller 1979 FQ2 är en asteroid i huvudbältet som upptäcktes den 29 mars 1979 av den rysk-sovjetiske astronomen Nikolaj Tjernych vid Krims astrofysiska observatorium på Krim. Den har fått sitt namn efter den sovjetisk-ukrainske produktionsorganisatören Leonid Chadzjinov (1927–2019).
Asteroiden har en diameter på ungefär tretton kilometer och den tillhör asteroidgruppen Eos.